# 山頂纜車歷史珍藏館

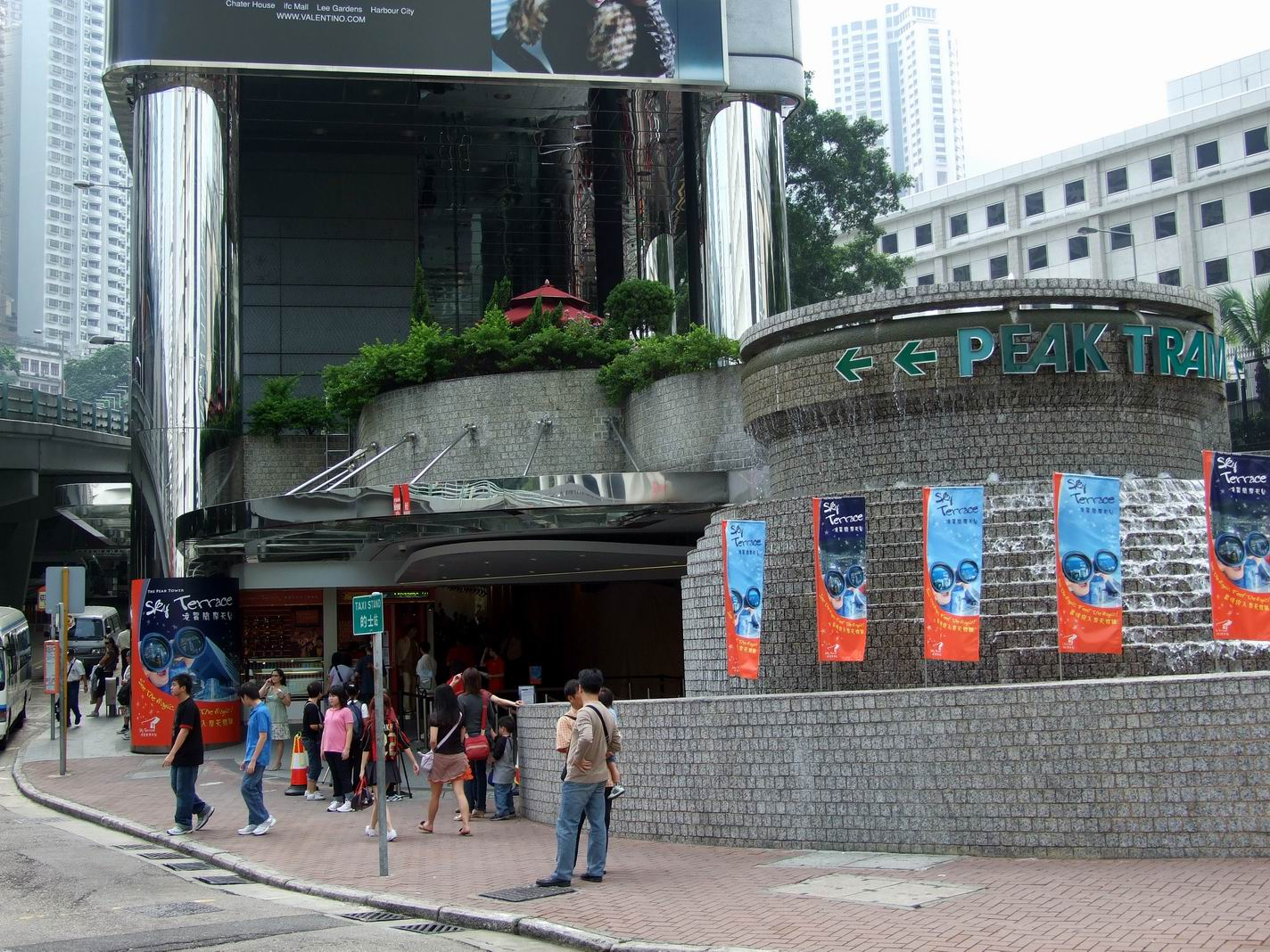
翻新前的山頂纜車歷史珍藏館入口

山頂纜車歷史珍藏館是香港的一個私營博物館，位於中環總站，介紹山頂纜車的歷史，並展出超過200件相關珍貴文物。該博物館於2007年9月27日正式開放，於2019年4月23日因應山頂纜車改善工程而關閉。完成改建後，該館不再開放，改設五大體驗區供市民「打卡」。

## 展覽內容

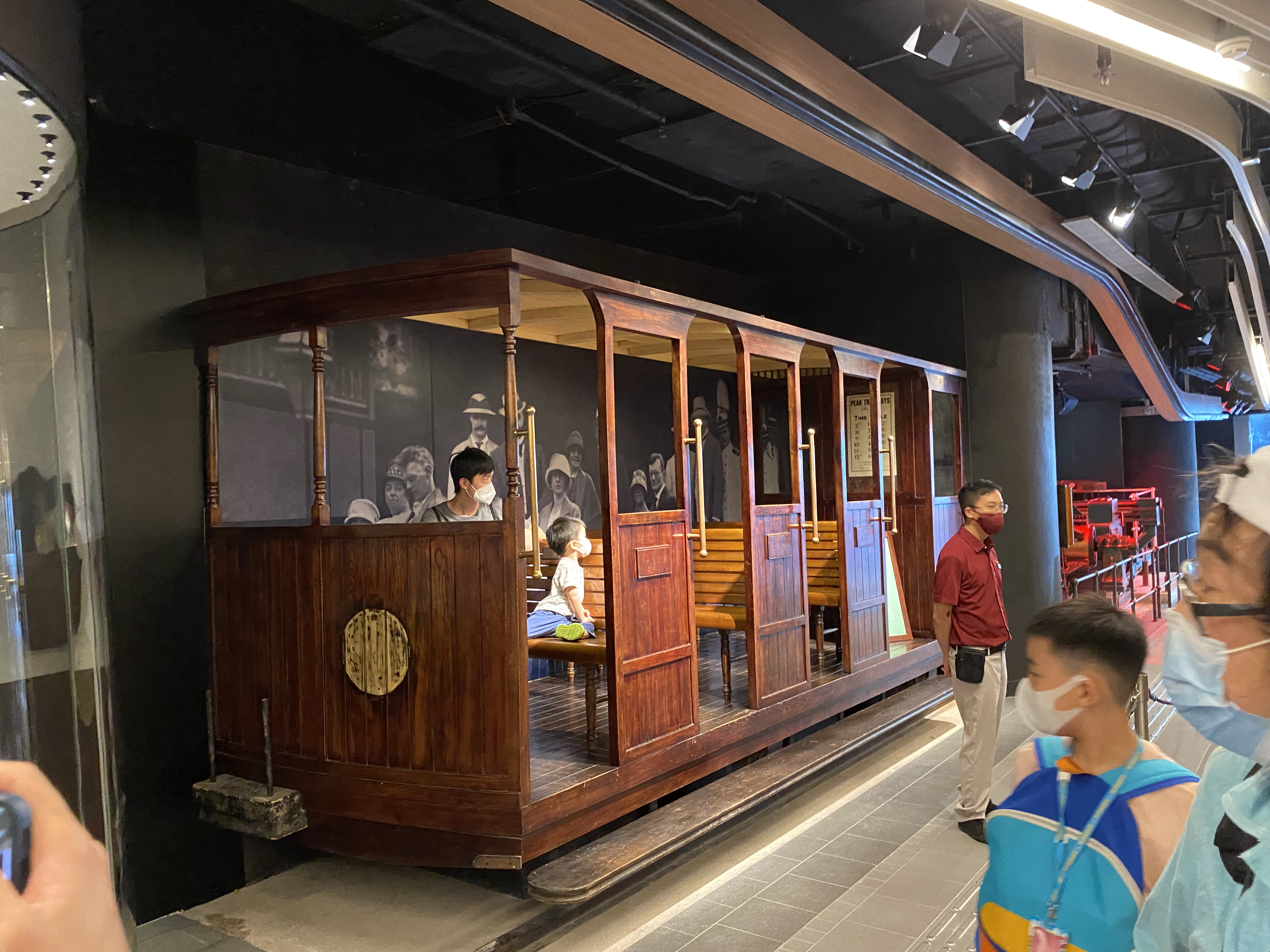
2022年8月翻新後的珍藏館展示舊式纜車

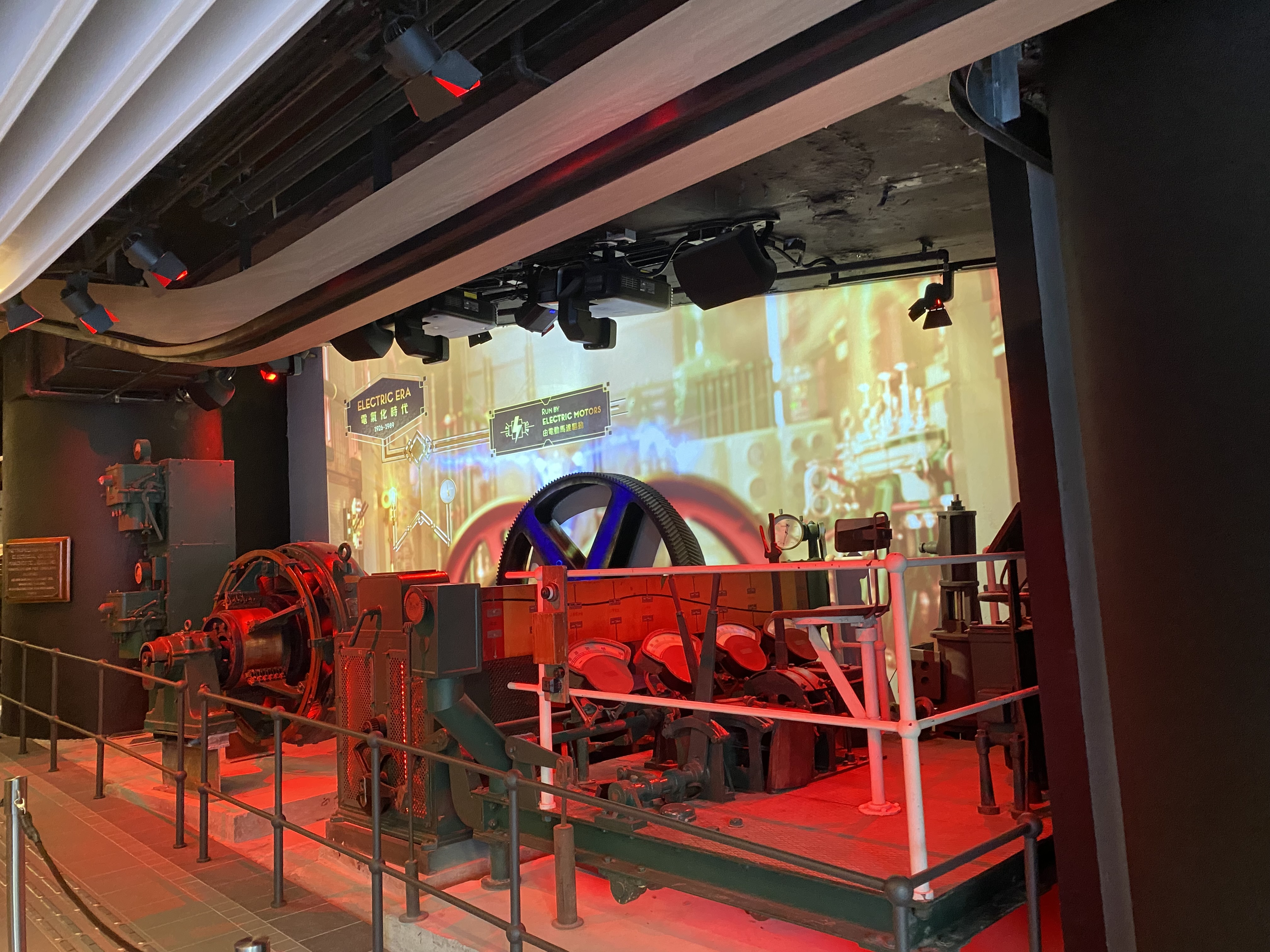
2022年8月翻新後的珍藏館利用LED屏幕展示山頂纜車的歷史

山頂纜車歷史珍藏館面積約650平方米，設有超過200件展品，包括早年的售票工具及車票，更有1888年負責興建纜車的英籍工程師之信件。而綠色的舊纜車操作機件，也被放在館內的當眼處。

## 開放時間
- 早上7:00至午夜10:00
- 全年無休（包括星期日及公眾假期）

## 票價
- 旅客凡于中环山顶缆车总站乘搭山顶缆车登山可免费入场